# شتاين لوند هالفورسن
شتاين لوند هالفورسن (بالنرويجية البوكمول: Stein Lund Halvorsen)‏ هو متسابق يخت نرويجي، ولد في 16 مارس 1959 في بورشغرون في النرويج.

## وصلات خارجية
- شتاين لوند هالفورسن على موقع أوليمبيديا (الإنجليزية)